# 1994 UK1
1994 UK1 är en asteroid i huvudbältet som upptäcktes den 25 oktober 1994 av de båda japanska astronomerna Seiji Ueda och Hiroshi Kaneda i Kushiro.
Asteroiden har en diameter på ungefär 11 kilometer